# Вильсен, Жюль-Антони
Жюль-Антони́ Вильсе́н (фр. Jules-Anthony Vilsaint; род. 6 января 2003, Монреаль, Квебек) — канадский футболист, нападающий клуба «Торонто».

## Клубная карьера
Вильсент — воспитанник клубов «Дельта Лаваль», «Сен-Лоран», «Панелиниос», «Лилль» и «Антверпен». В 2022 году игрок выступал за дублирующий состав последних. В начале 2023 года Вильсент подписал контракт с «Клёб де Фут Монреаль». 1 июня 2023 года в матче против «Ди Си Юнайтед» он дебютировал в MLS. 3 сентября в поединке против «Коламбус Крю» Жуль-Энтони забил свой первый гол за «Клёб де Фут Монреаль». В 2025 году Вильсент перешёл в Торонто